# La Roche-sur-Yon-Sud (tổng)
Tổng La Roche-sur-Yon-Sud là một tổng cũ trong tỉnh la Vendée trong vùng Pays de la Loire, giải thể năm 2015.

## Các xã
Tổng La Roche-sur-Yon-Sud bao gồm các xã sau:
- La Roche-sur-Yon (thủ phủ): 50 800 người (2005) dont 26 493 dans ce canton
- Aubigny: 3 113 người (2006)
- Chaillé-sous-les-Ormeaux: 1 107 người (2004)
- La Chaize-le-Vicomte: 2 783 người (2004)
- Les Clouzeaux: 2 348 người (2005)
- Fougeré: 900 người (2006)
- Nesmy: 2 366 người (2007)
- Saint-Florent-des-Bois: 2 364 người (1999)
- Le Tablier: 468 người (1999)
- Thorigny: 923 người (2004)